# Ацетилацетонат скандия
Ацетилацетона́т ска́ндия — органическое вещество, хелатное соединение металла скандия и ацетилацетона, с формулой Sc(CH3-CO-CH=CO-CH3)3. При нормальных условиях представляет собой бесцветные орторомбические кристаллы, хорошо растворимые в воде и в органических растворителях.

## Получение
- Взаимодействие растворов солей скандия со спиртовым раствором ацетилацетона в присутствии аммиака:

{\displaystyle {\mathsf {Sc(NO_{3})_{3}+3C_{5}H_{8}O_{2}+3NH_{3}\ {\xrightarrow {\ }}\ Sc(C_{5}H_{7}O_{2})_{3}+3NH_{4}NO_{3}}}}

## Свойства
Ацетилацетонат скандия образует бесцветное кристаллическое вещество, растворимое в воде, спиртах, эфирах, бензоле, хлороформе, а также в тетрахлорметане. Плавится при 187,5 °C, при нагревании до 210—215 °C возгоняется, не разлагаясь.